# Антон Емануель Тимко
Антон Емануель Тимко (словац. Anton Emanuel Timko, 27 червня 1843, Селце — 10 березня 1903, Подкривань) — словацький письменник-фантаст, автор пригодницьких та історичних творів, учитель і народний просвітитель. Вважається одним із засновників жанру науково-фантастичної літератури в Словаччині.

## Біографія
Антон Емануель Тимко народився в селі Селце (сучасний Банськобистрицький край) у родині учителя місцевої католицької школи. Після закінчення гімназії в Банській Бистриці він навчався на учительських курсах у цьому місті. Після закінчення навчання працював учителем у різних словацьких селах, більшу частину життя пропрацював у селі Подкривань. Одночасно він редагував словацькомовні журнали «Včielka» та «Grosova knižnica», був одним із співвидавців народного календаря «Nowý i Starý Wlastenecký Kalendár», який з перервами виходив з 1867 до 1895 року в Банській Бистриці. З 1869 року жив у Подкривані, де й помер 1903 року. Похований у селі, могила письменника і народного просвітителя визнана пам'яткою історії.
Ще в 60-х роках ХІХ століття Антон Емануель Тимко розпочав літературну діяльність. Першими його творами стали байки на народну тематику. Пізніше він розпочинає писати історичні та пригодницькі твори. У 1866 році виходить книга «Віфлеємські волохи» (словац. Betlemskí valasi), а в 1870 році виходить роман «Короткий опис Святої Землі Палестини» (словац. Stručný opis Svätej zeme Palestíny...). Письменник створив низку творів для дітей, зокрема 1877 року вийшла друком його повість «Вовк-спекулянт» (словац. Vlčko špekulant). Проте, найбільш відомим Антон Тимко став своїми фантастичними творами. Він був єдиним представником фантастичної літератури в епоху реалізму в словацькій літературі. Герої його фантастичних творів частково нагадують героїв іншого письменника-фантаста цієї епохи Жуля Верна, а частково барона Мюнхгаузен. Найвідомішим фантастичним романом Антона Емануеля Тимко є «Подорож на Північний полюс» (словац. Výprava na Severnú točňu), відомим творами письменника є також «Стрибок з Місяця» (словац. Výskumy z Mesiaca), «Terra incognita» та «Прогулянка по пеклу» (словац. Prechádzka po pekle).

## Вибрана бібліографія
- Віфлеємські волохи (словац. Betlemskí valasi, 1866)
- Короткий опис Святої Землі Палестини (словац. Stručný opis Svätej zeme Palestíny..., 1870)
- Вовк-спекулянт (словац. Vlčko špekulant, 1877)
- Стрибок з Місяця (словац. Výskumy z Mesiaca, 1893)
- Подорож на Північний полюс (словац. Výprava na Severnú točňu)
- Terra incognita
- Прогулянка по пеклу" (словац. Prechádzka po pekle)